# Osias Beert der Ältere

Stillleben mit Austern, Früchten und Wein, um 1620 – 1625, National Gallery of Art

Osias Beert der Ältere (* um 1580 vermutlich in Antwerpen; † Ende 1623 in Antwerpen) war ein in Antwerpen tätiger flämischer Stilllebenmaler.  Er spielte eine wichtige Rolle bei der frühen Entwicklung von Blumen- und Frühstücksstillleben als eigenständige Gattungen in der nordeuropäischen Kunst. Er gilt als einer der einflussreichsten Künstler der frühesten Generation von Stilllebenmalern in Flandern. Er trug insbesondere bei zur Entwicklung von Stillleben auf Tischplatten mit festlichen kulinarischen Köstlichkeiten sowie von üppigen Blumensträußen, die typischerweise in Wan-Li-Vasen präsentiert wurden.  Er war auch als Kunsthändler und Korkhändler tätig.

## Biografie

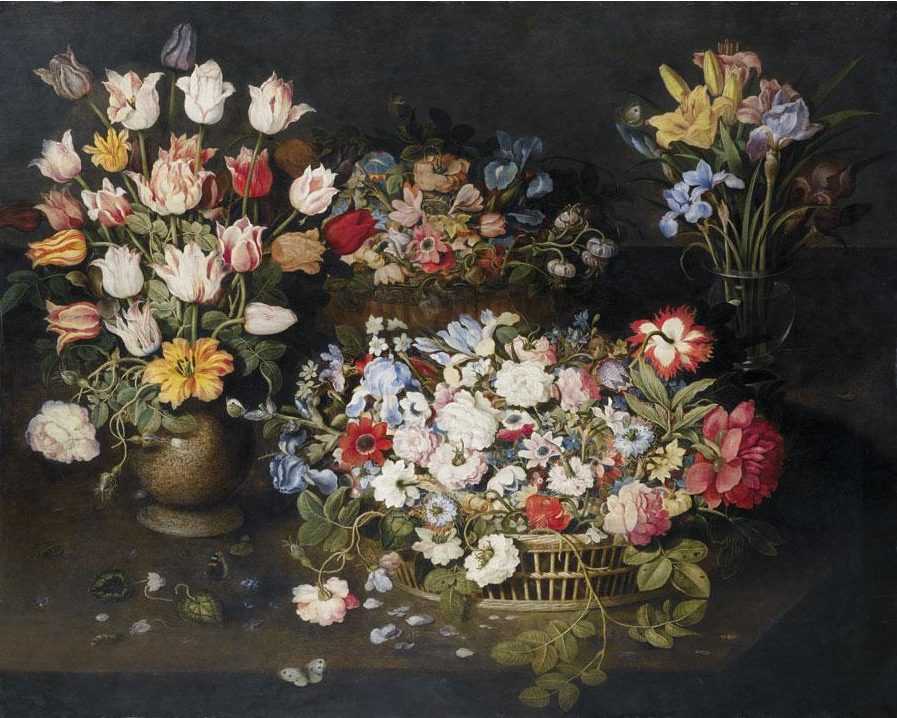
Blumenstillleben in einer Steingutvase, einer Glasvase und einem Weidenkorb

Über das frühe Leben des Künstlers ist wenig bekannt. Es wird angenommen, dass er um 1580 in Antwerpen geboren wurde. Er war Schüler von Andries Baesteroy (Andris van Baseroo) und wurde ab 1602 als Meister in der Antwerpener Lukasgilde aufgeführt. Osias Beert d. Ä. heiratete 1606 Margarita Ykens, die Schwester von Frans Ykens d. Ä., und wurde somit der Onkel des Malers Frans Ykens d. J.
Osias Beert hatte zwei Söhne, nämlich Elias und Osias d. J. Zunächst wurde vermutet, dass Elias mit Osias d. J. identisch sei. Elias und Osias d. J. scheinen allerdings doch zwei eigenständige Personen gewesen zu sein, wobei Osias d. J. vermutlich etwas älter war als sein Bruder Elias. Osias Beert der Jüngere wurde auch ein Stilllebenmaler.  Er, sowie die Schüler von Osias Beert dem Älteren, sind wahrscheinlich für die vielen Repliken und Varianten der Kompositionen von Beert dem Älteren verantwortlich, die heute noch existieren. Es ist unwahrscheinlich, dass Osias Beert der Jüngere bei seinem Vater gelernt hat, da sein Vater vermutlich starb, als der Sohn noch sehr jung war.
Für das Jahr 1615 ist die Mitgliedschaft in der Antwerpener Rederijkerkamer De Olijftak nachweisbar. Darüber hinaus wurde er in Antwerpen auch als Korkhändler registriert. Die Tatsache, dass er eine zweite Beschäftigung hatte, lässt darauf schließen, dass er kein hohes Einkommen aus seiner künstlerischen Arbeit bezog. Er wohnte im Schipperskwartier (Schifferviertel), einem bescheidenen Stadtteil von Antwerpen. Nach seinem Tod musste seine Witwe Margriet Ykens die Möbel und Gemälde des Paares verkaufen, um eine Schuld bei dem Maler David Rijckaert II zu begleichen, der ihnen Geld für die Eröffnung ihres Geschäfts geliehen hatte.

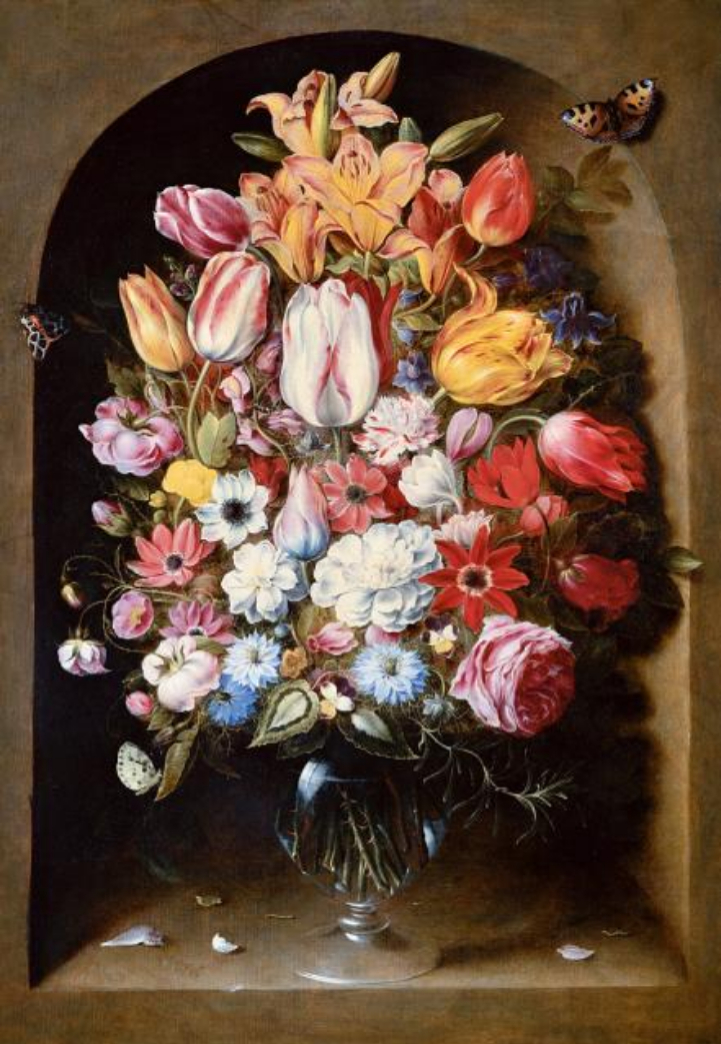
Blumenstrauß in einer Nische

Osias Beert d. Ä. nahm, soweit bekannt, folgende Schüler an: Hans Ickens (1605), Frans van der Borcht (1610), Pieter Doens (1611), Frans Ykens d. J. (1615), Paulus Pontius (1616) und Jan Willemsen (1618). Es wird angenommen, dass er Ende 1623 in Antwerpen starb.

## Kunsthistorische Bedeutung
Osias Beert d. Ä. ist einer der bekanntesten Vertreter der Anfang des 17. Jahrhunderts in Antwerpen tätigen Stilllebenmaler und somit gleichzeitig einer der ersten Maler des autonomen Stilllebens überhaupt. Er malte ausschließlich Blumen- und Früchtestillleben sowie Imbissbilder. Er gilt im Besonderen als Meister von anspruchsvollen Dessert- und Früchtestillleben. Er malte vorwiegend auf Paneele (Kupfer oder Eichenholz). Nur 12 der insgesamt ca. 92 ihm zugeschriebenen Werke sind signiert oder monogrammiert – kein einziges ist datiert.

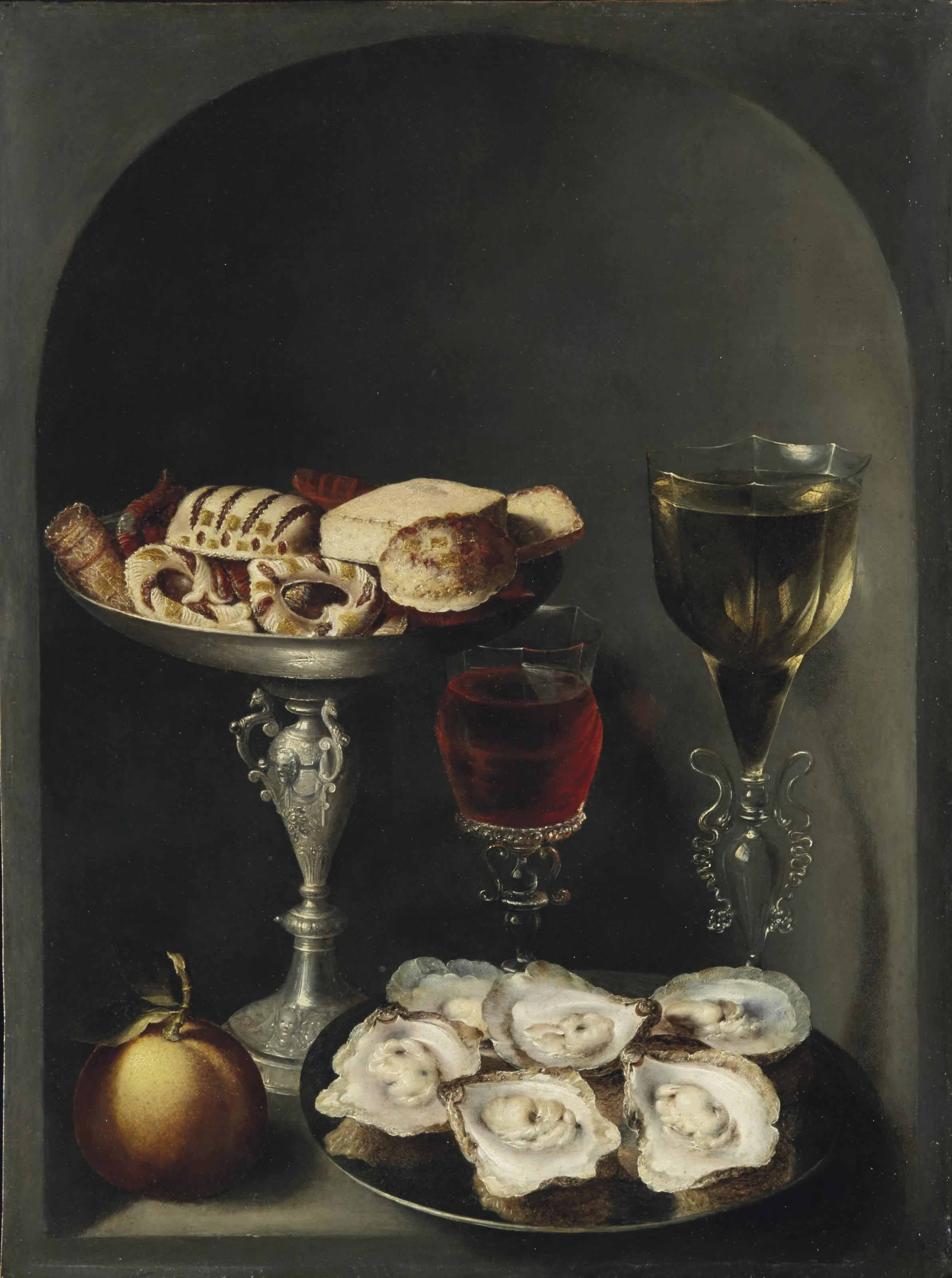
Stilleben mit Austern auf einem Zinnteller und Weingläsern in einer Nische

Eine ungefähre Abfolge einer Reihe von Beerts Stillleben ist nur auf Grund der Datierung der Kupferplatten möglich, auf die das jeweilige Stillleben gemalt wurde.  Von seinen auf Kupfer geschaffenen Werken tragen drei die Marke des Tafelmachers Pieter Stas und die Jahreszahlen 1607, 1608 und 1609. Auch wenn ein Mangel an datierten Werken die Datierung seines Werks erschwert, erlaubt die stilistische Analyse eine vorläufige Chronologie. Die Werke mit einem hohen Standpunkt und wenig Überschneidungen der Objekte werden als früher angesehen als jene mit einem niedrigeren Standpunkt und einer kompakteren Anordnung der Objekte. Diese späteren Werke weisen auch eine bessere räumliche Kohärenz auf.
Da das Wissen über diese frühe Phase des flämischen Stilllebens noch lückenhaft ist, besteht die Tendenz, Beert zu viele Werke zuzuschreiben. Einige ihm zugeschriebene Werke sind wahrscheinlich von seinen Schülern, während einige, die Osias Beert dem Jüngeren zugeschrieben werden, wahrscheinlich von seinem Vater gemalt wurden.
Typisch für Beerts Blumenstillleben sind einzelne oder mehrere Vasen als auch Blumenkörbe. Die Blumensträuße zeigen helle Rot-, Blau- und Gelbtönen mit üppigem Blattgrün. Ebenso typisch für Beert als ein früher Vertreter des autonomen Stilllebens ist die Kombination der Darstellung von Blumen mit weiteren Gegenständen. Zu seinem Repertoire an Bildgegenständen zählen u. a. prunkvolle Weingläser, Schalen und Schüsseln aus Ton, chinesisches Porzellan sowie Zinngeschirr. Diese sind gefüllt mit Lebensmitteln wie Austern, Oliven, Früchten, Nüssen und Zuckerwerk (Konfekt). Osias Beert d. Ä. trug die dünne Farbe in mehreren Schichten (Lasuren) auf einen hellen Untergrund auf und erzielte damit eine eindrucksvolle Klarheit und saubere Ausführung aber auch einen individuellen Stil. Ein auffälliges Charakteristikum für Beerts Gemälde (wie für alle frühen Stillleben) ist der hoch angesetzte Blickpunkt, der eine überschneidungsfreie Aufsicht möglich macht sowie das Arrangieren der Bildgegenstände um die Bildmitte auf einem Tisch ohne Tischdecke.
Seine Gemälde stehen trotz der individuellen Malweise den Gemälden anderer früher flämischer Stilllebenmaler wie Jan Brueghel d. Ä., Clara Peeters und Jacob van Hulsdonck formal sehr nah. Darüber hinaus finden sich ebenfalls Parallelen mit Werken von Georg Flegel und Gottfried von Wedig als auch mit denen von Floris van Dyck und Nicolaes Gillis.

## Werke
Eine Auswahl der Werke von Osias Beert d. Ä.
| Titel | Datierung                                                     | Maße             | Technik                      | Ort                                                                         | Bemerkungen                                                                                              | Quellen                                     |
| --- | ------------------------------------------------------------- | ---------------- | ---------------------------- | --------------------------------------------------------------------------- | --- | ------------------------------------------- |
| „Stillleben“ | 1600–1624                                                     | 46,4 × 79,3 cm   | Öl auf Paneel                | Rijksmuseum, Amsterdam                                                      | dem Künstler zugeschr.                                                                                   | Rijksmuseum                                 |
| „Stillleben mit Austern, Brot, Kastanien und Glas“                                                                      | 1602–1623                                                     | 43,0 × 54,0 cm   | Öl auf Paneel                | Museo del Prado, Madrid                                                     | signiert links Mitte: O BEET F                                                                           | RKD                                         |
| „Stillleben mit Brathuhn, einem Römer auf einer Becherschraube, einer Tazza mit Keksen, Oliven und kandierten Früchten“ | 1602–1623                                                     | 51,5 × 85,5 cm   | Öl auf Paneel aus Eichenholz | Wallraf-Richartz Museum, Köln                                               | - | RKD                                         |
| „Stillleben mit Artischocken, Früchten und Weingläsern“                                                                 | 1603–1615                                                     | 51,5 × 72,0 cm   | Öl auf Paneel                | Musée de Grenoble, Grenoble                                                 | Teil einer Reihe von vier Gemälden (alle seit 1798 im Musée de Grenoble)                                 | RKD                                         |
| „Stillleben mit einer Tazza mit Äpfeln, Tellern mit Früchten und Nüssen und einem Brötchen“                             | 1603–1615                                                     | 52,4 × 72,3 cm   | Öl auf Paneel                | Musée de Grenoble, Grenoble                                                 | Teil einer Reihe von vier Gemälden (alle seit 1798 im Musée de Grenoble)                                 | RKD                                         |
| „Stillleben mit zwei Blumenbouquets, Schale und Teller mit Früchten und Salzfass“                                       | 1603–1615                                                     | 52,0 × 73,0 cm   | Öl auf Paneel                | Musée de Grenoble, Grenoble                                                 | Teil einer Reihe von vier Gemälden (alle seit 1798 im Musée de Grenoble)                                 | RKD                                         |
| „Früchtestillleben auf einem Tisch; links ein Schmetterling“                                                            | 1605–1615                                                     | 52, 5 × 70,5 cm  | Öl auf Paneel                | Musée de Grenoble, Grenoble                                                 | Teil einer Reihe von vier Gemälden (alle seit 1798 im Musée de Grenoble)                                 | RKD                                         |
| „Stillleben mit Brathuhn, Tazza mit Keksen, einem Römer auf einer Becherschraube und einem Brettchen mit Oliven“        | 1605–1615                                                     | 51,0 × 66,0 cm   | Öl auf Paneel                | Museum Willet-Holthuysen, Amsterdam                                         | - | RKD                                         |
| „Stillleben mit Brathuhn, Tazza mit Keksen, einem Römer auf einer Becherschraube und einem Brettchen mit Oliven“        | 1605–1615                                                     | 49,5 × 66,0 cm   | Öl auf Paneel                | Musée des Beaux-Arts et d’Archéologie de Besançon, Besançon                 | mögl. Zuschreibung                                                                                       | RKD                                         |
| „Stillleben mit Austern, Zuckerwerk und Gläsern“                                                                        | 1605–1620                                                     | 72,0 × 103,5 cm  | Öl auf Paneel                | Königliche Museen der Schönen Künste, Brüssel                               | monogrammiert rechts unten: OB (O fragmentarisch, ähnelt einem D)                                        | Königlichen Museen der Schönen Künste & RKD |
| „Blumenstillleben in einer Nische“                                                                                      | 1605–1623                                                     | 74 × 51 cm       | Öl auf Paneel                | Pinacoteca Ambrosiana, Mailand                                              | - | RKD                                         |
| „Stillleben mit Austern, Zuckerwerk und Gläsern“                                                                        | 1605–1624                                                     | 47,5 × 65,5 cm   | Öl auf Paneel                | Paleis voor Schone Kunsten, Brüssel                                         | dem Künstler zugeschr.                                                                                   | RKD                                         |
| „Stillleben mit Früchten, Weingläsern und Brot“                                                                         | 1605–1624                                                     | 39,4 × 59,0 cm   | Öl auf Paneel                | Hallsborough Gallery, London                                                | - | RKD                                         |
| „Stillleben mit Früchten und Silbergeschirr“                                                                            | 1605–1625                                                     | 64,5 × 115 cm    | Öl auf Paneel                | Museum Het Catharina Gasthuis, Gouda (Leihgabe des Rijksmuseums, Amsterdam) | dem Künstler zugeschr.                                                                                   | Rijksmuseum & RKD                           |
| „Stillleben mit Glas und Früchten in Porzellanschallen“                                                                 | 1608/09                                                       | 49,5 × 65,2 cm   | Öl auf Kupferpaneel          | Staatliche Museen zu Berlin – Gemäldegalerie, Berlin                        | Beschriftung auf der Rückseite: G.W.B. & Kupferschmied-Kennzeichnung auf der Rückseite                   | RKD                                         |
| „Stillleben mit Austern, Konfekt und Früchten“                                                                          | ca. 1610 (altern. ca. 1605–1615)                              | 48,5 × 69 cm     | Öl auf Kupfer                | Staatsgalerie Stuttgart, Stuttgart                                          | - | Staatsgalerie Stuttgart, RKD                |
| „Blumenstillleben in einer Nische“                                                                                      | 1610–1619                                                     | 73,5 × 51,5 cm   | Öl auf Paneel                | Museum Rockoxhuis, Antwerpen                                                | zunächst Ambrosius Bosschaert d. Ä. als auch Abraham Bosschaert zugeschr.                                | Museum Rockoxhuis, RKD                      |
| „Blumenbouquet in einem Schilfkorb, davor herabgefallene Blütenblätter und eine Libelle“                                | 1610–1619                                                     | 53 × 75 cm       | Öl auf Paneel                | Musée du Louvre, Paris                                                      | zunächst Georg Flegel als auch der Schule von Jan Brueghel d. Ä. zugeschr.                               | Musée du Louvre & RKD                       |
| „Blumenbouquet mit Kaiserkrone in einer Glasvase“                                                                       | ca. 1615 (altern. 1613–1617)                                  | 74 × 53 cm       | Öl auf Paneel aus Eichenholz | Hamburger Kunsthalle, Hamburg                                               | Etikett auf der Rückseite: D.A. Hoogendijk & Co/ Oude Schilderijen/ Amsterdam-Holland/ Keizersgracht 640 | RKD                                         |
| „Pausias und Glycera“                                                                                                   | ca. 1615 (altern. 1610–1620)                                  | 203,2 × 194,3 cm | Öl auf Leinwand              | John and Mable Ringling Museum of Art, Sarasota (Florida)                   | Kooperationswerk von Peter Paul Rubens und Osias Beert d. Ä.                                             | Ringling Museum of Art & RKD                |
| „Stillleben mit Früchten, Zuckerwerk und Wein in einer Nische“                                                          | ca. 1615–1620 oder 2. Viertel 17. Jh. (1615–1649) falls Kopie | 53 × 73,5 cm     | Öl auf Paneel                | Museum voor Moderne Kunst, Arnheim                                          | Beschriftung auf dem Rahmen: 1622–1778                                                                   | RKD                                         |
| „Blumen in einer Porzellanvase und Früchte in Zinn- und Porzellanschalen“                                               | ca. 1620 (altern. 1617–1623)                                  | 67 × 117 cm      | Öl auf Paneel                | Liechtenstein Museum, Wien                                                  | - | RKD                                         |
| „Stillleben mit Austern, Früchten und Wein“                                                                             | 1620–1625                                                     | 52,5 × 73,3 cm   | Öl auf Paneel                | National Gallery of Art, Washington                                         | - | National Gallery of Art & RKD               |